# Шах Мансур
Шах Мансур (перс. شاه منصور; бл. 1350 — 1393) — останній володар держави Музаффаридів у 1387—1391 роках.

## Життєпис
Онук Мубаріз ад-Діна Мухаммеда, другий син спадкоємця трону Нусрат ад-Діна Шах Музаффара, правителя Єзду. Народився близько 1350 року в Єзді. Втратив батька у липні 1353 року. 1364 року перебрався до Ширазу, де присягнув стрийкові Шах Махмуду очікував можливого нападу свого брата Шах Шуджа.
1366 року після відвоювання Шираза іншим стрийком Шах Шуджою перейшов на його бік. 1367 року звитяжив у битві біля Чаштхвари проти Шах Махмуда. 1375 року брав участь у військовій кампанії до Аррану та Карабаху. 1375 року відзначився під час придушення повстання Пахлаван Асада в Кермані. Того ж року повернувся до Єзду, де підтримав заколот старшого брата Шах Ях'ю. З початок облоги Єзда з боку Шах Шуджи відправлений до Мазандерану для отримання військової допомоги.
1382 року перебрався до Багдаду під захист султана Ахмада. Був призначений намісником Хузестану з резиденцією в Шуштарі. Навів лад в підвладній провінції, а потім став здійснювати наади на Лурестан, що перебував під владою Шах Шуджи. 1383—1384 роках відбувалися постійні сутички з загонами останнього.
1387 року спочатку доброзичливо прийняв, а потім підступно захопив Зайн аль-Абідіна, правителя Фарсу. В цей час брат Шах Мансура — Шаах Ях'я — захопив Шираз. Втім вторгнення чагатайського війська змусило останнього перебратися до Єзду. Цим скористався Шах Мансур, який 1388 року зайняв Фарс, оголосивши себе правителем держави. За цим зайняв місто Абаркух та підкорив Лурестан, але не зміг опанувати Іраком-Аджі, де панував його стрийко Султан Ахмад.
1391 року проти нього виступили Зайн аль-Абідін, що на той час втік з ув'язнення та захопив Ісфаган, та Султан Ахмад. Але в битві біля Фасі Шах Мансур завдав їм поразки. За цим зайняв Ісфаган, а поітм змусив брата Шах Ях'ю визнати свою владу. 1392 року уклав союз зі стриєчним братом Султан Абу-Ісхаком, володарем Сірджану.
1392 року стикнувся з загрозою з боку чагатайського еміра Тимура, який восени зайняв Мазандеран, а потім Султаніє й Рей. Потім ворог раптово захопив Лурестан і Хузестан. Шах Мансур намагався чинити спротив. 1393 року у запеклій битві біля Фаси зазнав нищівної поразки від Тимура, загинувши у битві. Наслідком стало захоплення ворогом Ісфагану та Ширазу.